# Bupiwakaina
Bupiwakaina (łac. Bupivacainum) – organiczny związek chemiczny, środek znieczulenia miejscowego z grupy amidów.
Siła i czas działania są 4x większe niż w przypadku lidokainy. Dodanie adrenaliny niewiele wydłuża czas jego działania. Bupiwakaina stosowana jest we wszystkich rodzajach znieczuleń miejscowych. Maksymalna bezpieczna dawka jednorazowa bez dodatku adrenaliny wynosi 150 mg, a z adrenaliną 300 mg.